# Championnat de France féminin de water-polo 2021-2022
 (novembre 2024).
Si vous disposez d'ouvrages ou d'articles de référence ou si vous connaissez des sites web de qualité traitant du thème abordé ici, merci de compléter l'article en donnant les références utiles à sa vérifiabilité et en les liant à la section « Notes et références ».
Navigation
Édition précédente Édition suivante
Le Championnat de France de water-polo Elite 2021-2022 est une compétition organisée par la Fédération française de natation (40e édition du championnat de France de water-polo).

## Équipes participantes
| Club                       | Classement final 2020-2021 | Entraîneurs | Président | Piscine                       | Taille bassin                      | Ville         | Capacité (spectateurs) |
| -------------------------- | -------------------------- | ----------- | --------- | ----------------------------- | ---------------------------------- | ------------- | ---------------------- |
| Lille Métropole Water-Polo | 1                          |             |           | Piscine olympique Marx Dormoy | 50 m                               | Lille         |                        |
| Olympic Nice Natation      | ?                          |             |           |                               |                                    | Nice          |                        |
| Mulhouse Water-Polo        | ?                          |             |           |                               |                                    | Mulhouse      |                        |
| ASPTT Nancy                | ?                          |             |           |                               |                                    | Nancy         |                        |
| USB Bordeaux               | ?                          |             |           |                               |                                    | Bordeaux      |                        |
| INSEP                      | ?                          |             |           |                               | Complexe aquatique Christine Caron | Paris         |                        |
| SCN Choisy-le-Roi          | ?                          |             |           |                               |                                    | Choisy-le-Roi |                        |

## Phase préliminaire
Le classement est calculé avec le barème de points suivant :
- la victoire vaut trois points,
- le match nul vaut un point,
- la défaite vaut zéro point.

À la mi-saison, les quatre équipes les mieux classées se qualifient pour le Trophée Alice Milliat (Coupe de France féminine de water-polo). Le club hôte de la compétition est qualifié automatiquement. Si celui-ci n'est pas dans le top 8 à la mi-saison, les sept meilleures équipes au classement se qualifient.
Au terme de la phase régulière, les équipes à égalité sont départagées d'après le score cumulé de leurs deux matches. Si nécessaire, les scores cumulés puis le nombre de buts inscrits face à chacune des autres équipes, selon leur classement, seront utilisés, voire une séance de tirs au but dans les cas ultimes.